# Moubray Glacier
Moubray Glacier är en glaciär i Antarktis. Den ligger i Östantarktis. Nya Zeeland gör anspråk på området. Moubray Glacier ligger 73 meter över havet.
Terrängen runt Moubray Glacier är varierad. Trakten är obefolkad. Det finns inga samhällen i närheten.